# Antonio Banderas
José Antonio Domínguez Banderas (n. 10 august 1960, Málaga, Andaluzia, Spania), cunoscut mai mult ca Antonio Banderas, este un actor, regizor, producător, dansator și cântăreț spaniol, care a jucat în filme foarte cunoscute precum Asasini⁠(d), Evita, Interviu cu un vampir, Philadelphia, Masca lui Zorro, Desperado și seria Shrek.

## Biografie

### Începuturile vieții
Banderas s-a născut la Málaga, Andalucia, în sudul Spaniei, ca fiu al Anei Banderas Gallego, profesoară, și al lui José Domínguez Prieto, polițist din Guardia Civil⁠(d). El mai are un frate, Francisco Javier. Banderas a fost crescut în religia romano-catolică, dar în prezent nu mai este adeptul acestei religii. El și-a luat numele mamei ca nume de scenă. La început dorea să devină fotbalist profesionist, dar visul i-a fost spulberat când la vârsta de 14 ani și-a rupt piciorul. În tinerețe a călătorit la Madrid, pentru a-și începe cariera în industria de film din Spania.

### Viața personală
Banderas a divorțat de prima sa soție, Ana Leza, și pe 14 mai 1996, s-a căsătorit cu actrița americană Melanie Griffith, ceremonia privată restrânsă având loc în Londra. Ei s-au întâlnit cu un an mai devreme în timpul filmărilor la Two Much. Atât Griffith cât și Banderas erau căsătoriți cu alte persoane când s-au întâlnit prima dată. Au o fiică, Stella Banderas, care a apărut cu părinții ei în filmul Crazy in Alabama, din 1999, în care a jucat Griffith și pe care l-a regizat Banderas.

### Cariera din Spania
Cariera sa de actor a început la vârsta de 19 ani, pe când lucra într-un mic teatru din perioada Movida. A câștigat notorietate printr-o serie de filme al căror regizor a fost Pedro Almodóvar, între anii 1982 și 1990. Printre acestea se numără Laberinto de pasiones (1982), Matador (1986), La ley del deseo (1987), Mujeres al borde de un ataque de nervios (1988), și ¡Átame! (1989). Rolul prin care a devenit celebru este însă personajul "Ricky" din ¡Átame! (cu numele englezesc : Tie Me Up! Tie Me Down!), care a avut un mic succes și în Statele Unite.

### Cariera la Hollywood

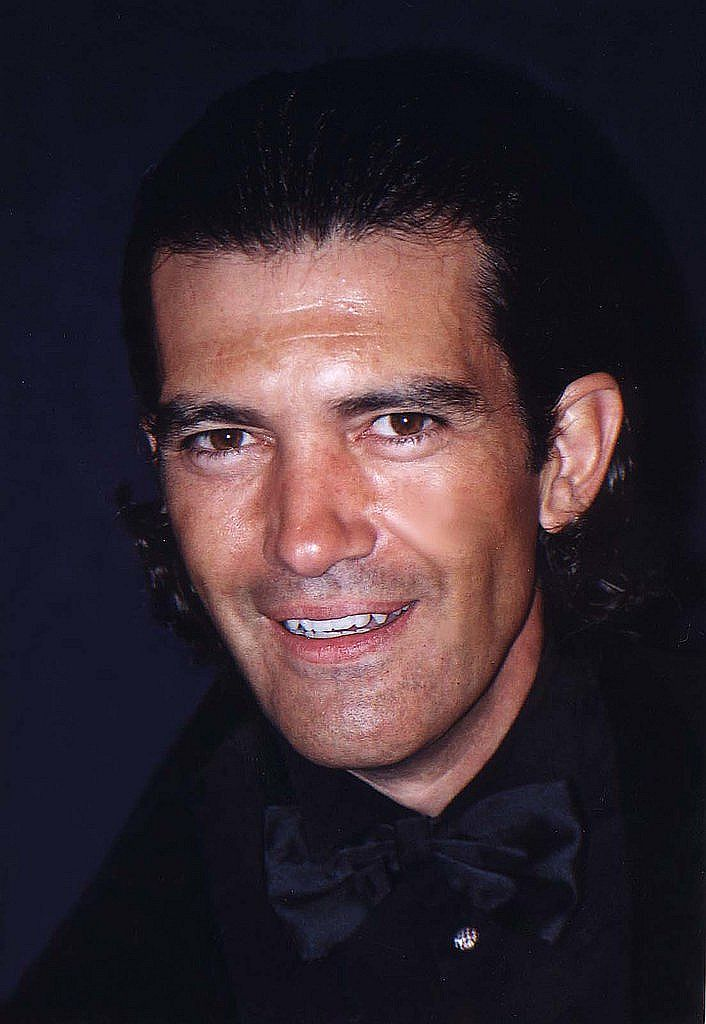
Antonio Banderas în Washington, D.C., 1997

S-a mutat mai apoi în Statele Unite și apare din ce în ce mai des în pelicule americane; printre rolurile de început fiind rolul din filmul The Mambo Kings (1992), precum și rolul secundar din pelicula câștigătoare de premiu Oscar, Philadelphia (1993). A apărut mai apoi și în filme de primă importanță la Hollywood precum rolul principal al peliculei din 1995, regizată de Robert Rodriguez, Desperado. În 1996, a jucat alături de Madonna în Evita, o adaptare a muzical-ului de Andrew Lloyd Webber și Tim Rice,  în care joacă rolul naratorului, Che, un rol jucat pe Broadway de Mandy Patinkin. A primit și aprecierile criticilor pentru rolul din principal Zorro din Masca lui Zorro (1998), fiind primul actor spaniol care să îl încarneze pe Zorro în 80 de ani de la crearea personajului Zorro. Mai târziu își va reinterpreta același rol în Legenda lui Zorro (2005), deși nu a s-a bucurat de același succes ca originalul.
Banderas a colaborat frecvent cu regizorul peliculei Desperado, Rodriguez, care l-a recrutat și în trilogia Spy Kids și ultimul film din trilogia "Mariachi" (în care joacă alături de Johnny Depp), Once Upon A Time In Mexico. Singurul film regizat de Banderas este filmul care nu s-a bucurat de prea mult succes Crazy in Alabama (1999), în care joacă soția sa Melanie Griffith.
În 2003, Banderas s-a reîntors la genul muzical, apărând în rolul principal din spectacolul Nine de pe Broadway, care avea la bază filmul 8½, rol ce fusese interpretat de către Raul Julia. Cu această interpretare Banderas a câștigat premiile Outer Critics Circle și Drama Desk, și a fost nominalizat pentru Tony Award pentru cel mai bun actor într-un musical. Interpretarea sa de pe Broadway este păstrată pe o înregistrare lansată de PS Classics. 
Interpretarea vocală a personajului Motanul Încălțat din Shrek 2 și Shrek al treilea l-a făcut cunoscut în circuitul rolurilor pentru filme de familie. În 2006, a jucat în Take the Lead, un film despre liceeni în care interpretează rolul unui instructor de dans. Tot în acel an, pe 14 octombrie, a primit și premiul "Gabi" al L.A. Latino International Film Festival pentru întreaga carieră. A fost gazda celui de-al 600 episod din Saturday Night Live (din sezonul 31). Invitatul din industria muzicii a fost Mary J. Blige. A interpretat și vocea unei albine generată pe calculator care poate fi văzută în Statele Unite în reclama pentru Nasonex, un medicament contra alergiilor, și în campania comercială de Crăciun a companiei Marks & Spencer, un comerciant din Marea Britanie.

## Filmografie
- Laberinto de pasiones (1982)
- La Corte de Faraón (1985)
- Caso cerrado (1985)
- Matador (1986)
- Legea dorinței (1987)
- Women on the Verge of a Nervous Breakdown (1988)
- Bajarse al moro (1989)
- Si te dicen que caí (1989)
- Tie Me Up! Tie Me Down! (1990)
- Terra Nova (1991)
- The Mambo Kings (1992)
- Benito (1993)
- ¡Dispara! (1993)
- The House of the Spirits (1993)
- Philadelphia (1993)
- Of Love and Shadows (1994)
- Interviu cu un vampir (1994)
- Miami Rhapsody (1995)
- Desperado (1995)
- Four Rooms (1995)
- Asasini⁠(d) (1995)
- Never Talk to Strangers (1995)
- Two Much (1995)
- Evita (1996)
- Masca lui Zorro (1998)
- Play It to the Bone (1999)
- The 13th Warrior (1999)
- The Body (2001)
- Spy Kids (2001)
- Original Sin (2001)
- Femme Fatale (2002)
- Spy Kids 2: The Island of Lost Dreams (2002)
- Frida (2002)
- Ballistic: Ecks vs. Sever (2002)
- Spy Kids 3-D: Game Over (2003)
- Once Upon a Time in Mexico (2003)
- And Starring Pancho Villa as Himself (2003)
- Imagining Argentina (2003)
- Shrek 2 (2004)
- The Legend of Zorro (2005)
- Take the Lead (2006)
- Bordertown (2007)
- Shrek the Third (2007)
- My Mom's New Boyfriend (2008)
- The Other Man (2008)
- Thick as Thieves (2009)
- Shrek Forever After (2010)
- You Will Meet a Tall Dark Stranger (2010)
- The Big Bang (2011)
- Day of the Falcon (2011)
- The Skin I Live In (2011)
- Spy Kids: All the Time in the World (2011; deleted scenes only)
- Puss in Boots (2011)
- Black Gold (2012)
- Haywire (2012)
- Ruby Sparks (2012)
- Machete Kills (2013)
- Justin and the Knights of Valour (2013)
- Autómata (2014)
- The Expendables 3 (2014)
- Knight of Cups (2014)
- The SpongeBob Movie: Sponge Out of Water (2015)
- The 33 (2015)
- Altamira (2016)
- Security (2017)
- Gun Shy (2017)
- Capcană mortală (2017)
- Act of Vengeance (2017) (Recurs la răzbunare)
- Durere și glorie (2019)
- Dolittle (2021)
- Indiana Jones și cadranul destinului (2023)